# Drosophila secunda
Drosophila secunda este o specie de muște din genul Drosophila, familia Drosophilidae, descrisă de Maca în anul 1992.
Este endemică în Uzbekistan. Conform Catalogue of Life specia Drosophila secunda nu are subspecii cunoscute.